# Tautoneura mureda
Tautoneura mureda är en insektsart som beskrevs av Irena Dworakowska 1981. Tautoneura mureda ingår i släktet Tautoneura och familjen dvärgstritar.
Artens utbredningsområde är Nepal. Inga underarter finns listade i Catalogue of Life.